# Kabinett Thorbecke I
Das Kabinett Thorbecke I war das dritte Kabinett der Niederlande. Es bestand vom 1. November 1849 bis zum 19. April 1853.

## Zusammensetzung
| Amt                                      | Amtsinhaber                                                                 | Bemerkungen                                                 |
| ---------------------------------------- | --------------------------------------------------------------------------- | ----------------------------------------------------------- |
| Ministerpräsident                        | Johan Rudolf Thorbecke                                                      |                                                             |
| Inneres                                  | Johan Rudolf Thorbecke                                                      |                                                             |
| Auswärtiges                              | Herman van Sonsbeeck Jacob van Zuylen van Nijevelt                          | bis 16. Oktober 1852 ab 16. Oktober 1852                    |
| Justiz                                   | Johan Theodoor Hendrik Nedermeyer van Rosenthal Martin Pascal Hubert Strens | bis 15. Juli 1852 ab 15. Juli 1852                          |
| Finanzen                                 | Pieter Philip van Bosse                                                     |                                                             |
| Krieg                                    | Johannes Theodorus van Spengler Hendrik Forstner van Dambenoy               | bis 15. Juni 1852 ab 15. Juni 1852                          |
| Marine                                   | Engelbertus Lucas Johannes Theodorus van Spengler (komm.) James Enslie      | bis 20. April 1851 bis 1. November 1851 ab 1. November 1851 |
| Kolonien                                 | Charles Ferdinand Pahud                                                     |                                                             |
| Angelegenheiten der Katholischen Kirche  | Herman van Sonsbeeck Martin Pascal Hubert Strens                            | bis 16. Oktober 1852 ab 16. Oktober 1852                    |
| Angelegenheiten der Reformierten Kirchen | Johan Theodoor Hendrik Nedermeyer van Rosenthal Pieter Philip van Bosse     | bis 15. Juli 1852 ab 15. Juli 1852                          |